# Rosporden
Rosporden település Franciaországban, Finistère megyében. Lakosainak száma 7580 fő (2022. január 1.). Rosporden Melgven, Bannalec, Elliant, Pont-Aven, Saint-Yvi, Scaër és Tourch községekkel határos.

## Népesség
A település népessége az elmúlt években az alábbi módon változott:
| Lakosok száma | 3378 | 6735 | 6485 | 6859 | 7507 | 7608 | 7671 | 7614 | 7594 | 7580 |
|               | 1968 | 1982 | 1990 | 2006 | 2013 | 2015 | 2017 | 2019 | 2020 | 2022 |